# Keopsova piramida (roman)
Keopsova piramida (COBISS) je postmodernistični roman Emila Filipčiča; izšel je leta 2005 pri  Študentski založbi.

## Vsebina
Roman je prava uganka. Zgodba se prične na Akademiji za gledališče, radio, film in televizijo, kjer glavni junak romana, redni profesor Mario Lokaves, študentom postavi nalogo. Kmalu pa je že na poti proti morju. Odloči se, da bo posnel film, ki nastaja kot improvizacija. Pripovedovalec se spremeni v prvoosebnega in gleda na Lokavesa z distance. Ta se potem spremeni v Franca Ksihla, ki se odloči, da se bo imenoval Bagdad Tombolo, ki pa nato zdrsne v Birkmana, pozneje v Jupiter Dajmonda in nazadnje v 30-metrskega morskega psa Megatodola. Ugotovimo, da so vse te osebe le ena, namreč pripovedovalec sam. Živi sam z materjo, ki je stara prek 90 let, ima avanture z več ženskami hkrati, ki, tako kot on, spreminjajo imena in osebnosti. Vdaja se alkoholu, ko abstinira, pa posega po drogi − travi. Preživlja se z režijo in pisateljevanjem, delno je odvisen od matere, svojih žensk in prijateljev. Sredi romana prizna, da je bila vse le laž, da ni niti profesor niti režiser. Iluzijo je potreboval, da je lažje preživel. Nenehno se spreminjata tudi čas in kraj dogajanja.